# Sabine Engel
Sabine Engel, później Hennlich (ur. 21 kwietnia 1954 w Prenzlau) – wschodnioniemiecka lekkoatletka, która specjalizowała się w rzucie dyskiem.

## Życiorys
Zajęła 5. miejsce w finale rzutu dyskiem na igrzyskach olimpijskich w 1976 w Montrealu, 3. miejsce w zawodach pucharu świata w 1977 w Düsseldorfie oraz 4. miejsce na mistrzostwach Europy w 1977 w Pradze.
Była mistrzynią NRD w rzucie dyskiem w 1975, wicemistrzynią w 1973 i 1977 oraz brązową medalistką w 1976 i 1978.
Jej rekord życiowy wynosił 68,92 m. Został ustanowiony  25 czerwca 1977 w Karl-Marx-Stadt.